# George Francis Scott-Elliot
George Francis Scott-Elliot (1862 - 1934) foi um botânico do Reino Unido.